# Сны (песня)
«Сны» (известная так же как «Мне бы в твои сны…») — песня, написанная Анастасией Максимовой и записанная украинской певицей Ёлкой для её четвёртого студийного альбома «Точки расставлены» (2011). В 2009 году песня была записана под руководством продюсера Влада Валова и выпущена в качестве сингла. В 2011 году композиция вошла в четвёртый альбом певицы, но в другой аранжировке и с изменённым текстом.

## История
Песню написала Анастасия Максимова, ранее работавшая с Юлией Савичевой. Композиция была записана Ёлкой и выпущена на радио в ноябре 2009 года. На радио «Курс» писали, что композиция написана о любовном треугольнике: «Любовный треугольник попал на сей раз и в поле зрения певицы Ёлки. А мне бы в твои сны хотя б на час! В смысле не стать их персонажем, как Фреди Крюгер, а подглядеть хоть немножко. Вполне здоровое, хоть и несбыточное желание. Но, как говорится, спето, а значит, стало легче. Её новая песня – это не хвалебная ода царству Морфея, а вполне женская история, где фигурируют четверо он, она, её соперница и его сны. Она сама превращает эту последовательность в драматический спектакль…». Позже радиостанция «Курс» включила композицию в список самых «взрослых» песен 2009 года, составленного по опросам слушателей. Песня была помещена на тринадцатую строчку в списке. Так же существует версия песни записанная с Юлией Савичевой, в жанре рока и драм-н-бейс.
Впоследствии композиция вошла в альбом, но под названием «Мне бы в твои сны…». Для альбомной версии была выполнена отличная от сингловой аранжировка. Композиция не была заявлена в числе альбомных синглов.

## Чарты
| Страна/территория (Чарт)        | Высшая Позиция |
| ------------------------------- | -------------- |
| СНГ (Tophit Общий Топ-100)      | 151            |
| СНГ (Tophit Топ-100 по заявкам) | 33             |